# بات غاردنر
بات غاردنر (بالإنجليزية: Pat Gardner)‏ هو لاعب كرة قدم بريطاني في مركز جناح ‏، ولد في 27 نوفمبر 1943. لعب مع دندي يونايتد ودونفرملين أثلتيك وريث روفرز وكوين أوف ساوث ونادي أردريونيانز ونادي اربوراث ونادي ماذرويل.